# Neurología
La neurología (del griego clásico: νεῦρον, neuron, ‘nervio’, y el sufijo -λογία, logía, ‘estudio de’) es la rama de la medicina que estudia el sistema nervioso. Específicamente se ocupa de la prevención, diagnóstico, tratamiento y rehabilitación de todas las enfermedades que involucran al sistema nervioso central, sistema nervioso periférico y el sistema nervioso autónomo. Existe gran número de enfermedades neurológicas, las cuales pueden afectar el sistema nervioso central (cerebro y médula espinal), el sistema nervioso periférico, o el sistema nervioso autónomo.[cita requerida]
En España, la neurología como especialidad médica nació en el Hospital de la Santa Creu i Sant Pau de Barcelona (entonces Hospital de la Santa Creu) en 1882 de la mano del Dr. Lluís Barraquer i Roviralta. En un primer momento este servicio del Hospital de la Sant Creu se llamó Dispensario de Electroterapia, una consulta dedicada a pacientes con patologías del cerebro y de la médula espinal. Años después, el dispensario se llamó Servicio de Neurología y Electroterapia y finalmente acabó perdiendo la segunda denominación y se quedó como Servicio de Neurología.
El Dr. Barraquer introdujo, por primera vez en el país, la posibilidad de intervenir determinadas lesiones cerebrales y de ofrecer a estos pacientes la única posibilidad de curación que existía para ellos. A partir de 1910, se intervinieron una serie de pacientes con epilepsia focal, casi todos de origen traumático, que consistían en excisiones de las áreas corticales afectadas por la lesión de la cicatriz, lo que favoreció el nacimiento de la neurocirugía. Uno de sus máximos exponentes fue el Dr. Manuel Corachán i Llort (hijo del Dr. Manuel Corachán Garcia), que en 1936 ya practicaba regularmente estas intervenciones en Sant Pau y que murió durante la guerra civil española.

## Diagnóstico del sujeto con enfermedad neurológica

### Método clínico en la neurología
El objetivo del método clínico en la neurología es servir como base para el tratamiento o la prevención de alguna enfermedad neurológica. En la mayoría de los casos el método consiste en cinco etapas, las cuales son:

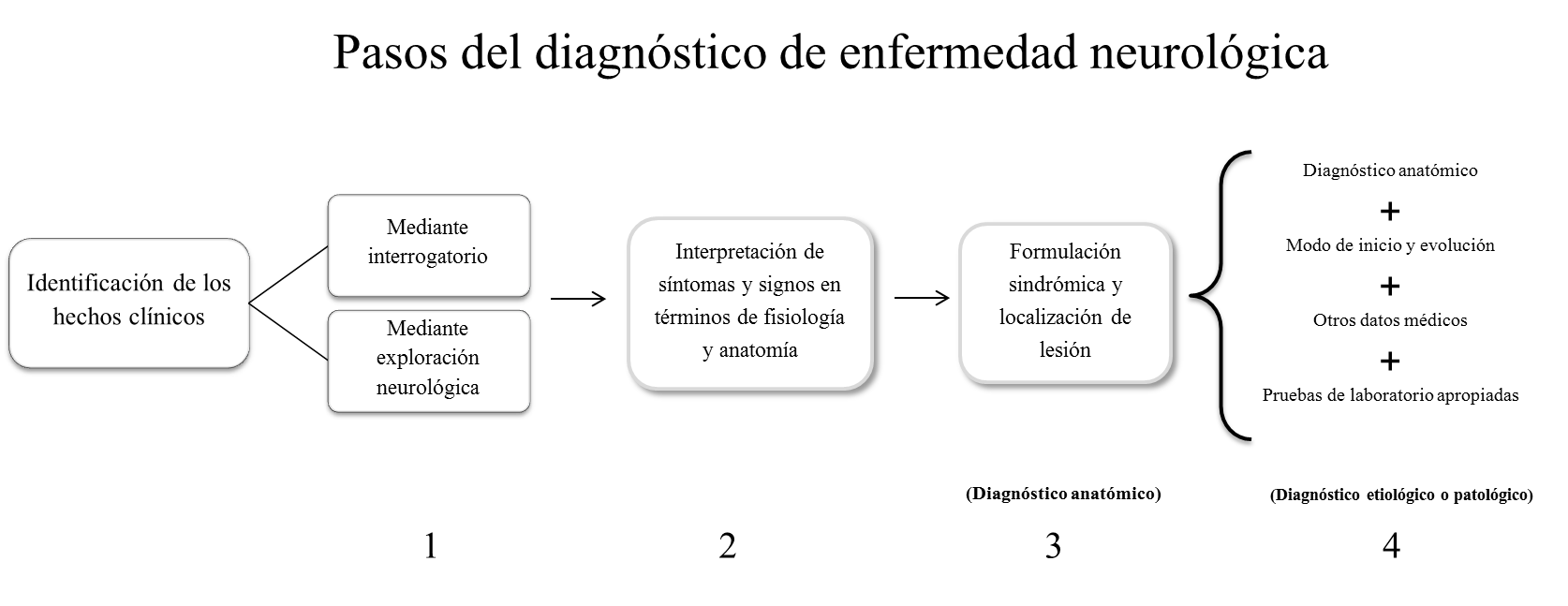
Pasos para diagnosticar una enfermedad neurológica. Principios de neurología por Adams y Víctor.

1. Identificación de síntomas y signos mediante el interrogatorio y la exploración física.
2. Los síntomas y signos físicos que se consideran importantes respecto al problema en cuestión son interpretados en términos fisiológicos y anatómicos: identificación de trastornos de la función y de la estructura anatómica involucrada.
3. Diagnóstico anatómico/topográfico: Localización del proceso patológico (identificación de las partes del Sistema Nervioso afectadas), donde se reconoce un grupo característico de síntomas y signos, los cuales constituyen un síndrome, lo que nos ayuda a identificar el lugar y la naturaleza de la enfermedad. A esto se le conoce como diagnóstico sindrómico.
4. A partir del diagnóstico anatómico y otros datos médicos (modo, rapidez de inicio, evolución, curso de la enfermedad, afección de sistemas orgánicos extraneurológicos, antecedentes personales y familiares y datos de laboratorio) es posible deducir el diagnóstico patológico. Cuando se identifica el mecanismo y la causalidad de la enfermedad se puede determinar el diagnóstico etiológico.
5. Elaboración del diagnóstico funcional. Esta última etapa se refiere a la valoración del grado de incapacidad, donde se determina si este es temporal o permanente. Es de gran importancia para el tratamiento de la enfermedad y para la estimación del potencial de restablecimiento de la función, es decir, el pronóstico.

El método precedente para el diagnóstico de las enfermedades neurológicas puede verse resumido en el diagrama colocado en esta sección. Este enfoque sistemático permite identificar de manera confiable la localización y a menudo el diagnóstico preciso de la enfermedad. Cabe recordar que no siempre es necesario plantear de esta forma la solución a un problema clínico, ya que algunas enfermedades neurológicas tienen cuadros clínicos muy característicos.

## Exploración neurológica

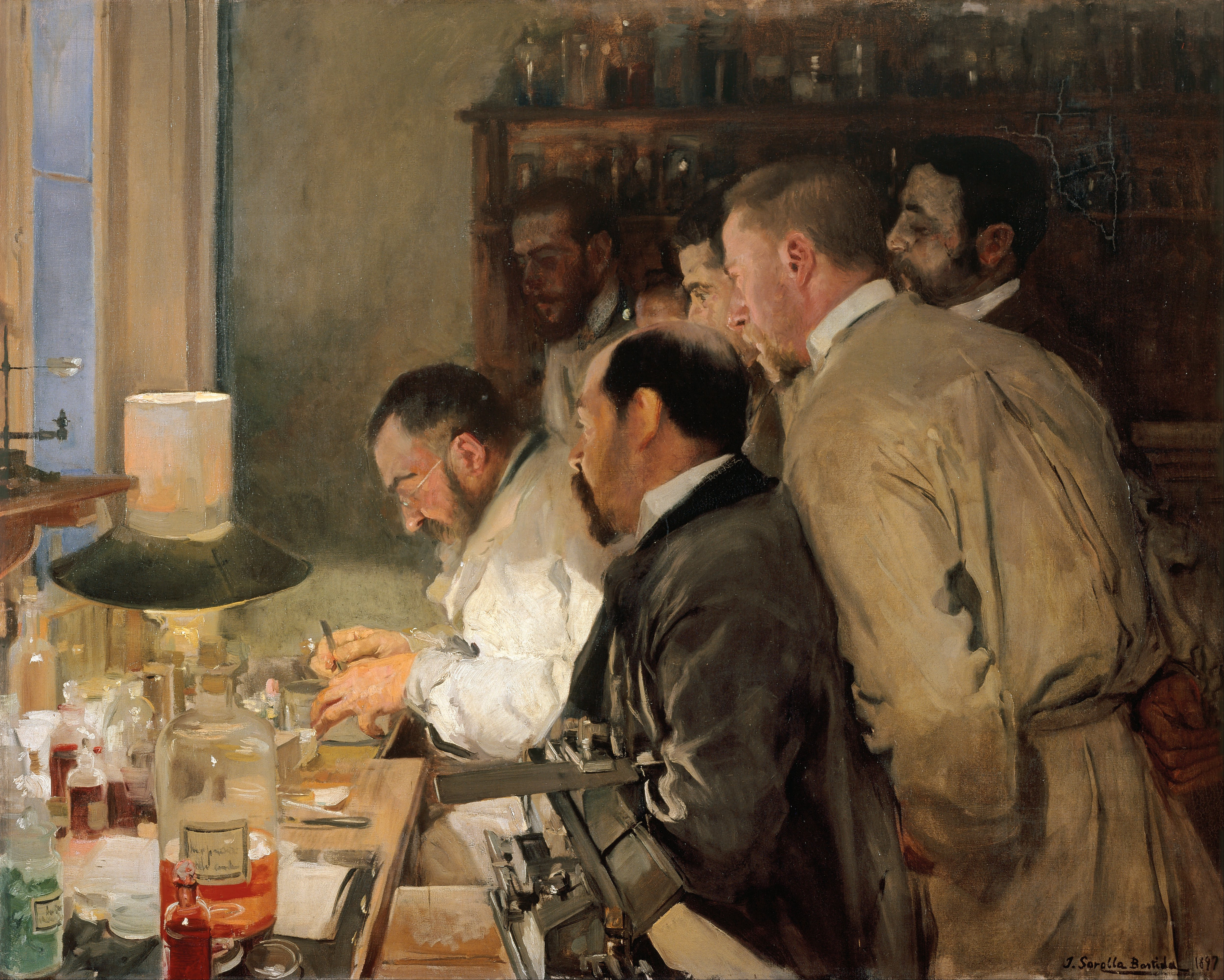
Una investigación (1897), obra de Joaquín Sorolla. La pintura muestra el interior del laboratorio del neurólogo Luis Simarro a finales del.

Durante un examen neurológico, el neurólogo revisa la historia médica del paciente, con especial atención a sus condiciones recientes. Después le realiza un examen neurológico. Habitualmente, este examen neurológico evalúa el estado mental, las funciones de los nervios craneales, el sistema motor y el sistema sensitivo. Esta información ayuda al neurólogo a determinar si el problema se halla en el sistema nervioso y su localización clínica. La localización de la patología es la clave del proceso por el cual los neurólogos desarrollan sus diferentes diagnósticos. Pueden ser necesarios estudios posteriores para confirmar el diagnóstico, y finalmente una guía y terapia apropiada.
La exploración neurológica se inicia con la exploración del paciente en tanto se practica el interrogatorio. La manera en que el paciente cuenta su enfermedad puede manifestar confusión o incoherencia del pensamiento, trastornos de la memoria o del juicio e incluso dificultades para comprender o expresar ideas. El resto de la exploración neurológica debe efectuarse como la última parte de la exploración física general a partir de, como ya se mencionó, la exploración de nervios craneales, cuello y tronco hasta terminar con las pruebas de las funciones motora, refleja y sensitiva de las extremidades superiores e inferiores.
Dicha exploración debe modificarse según el estado del paciente. Desde luego muchas partes de la exploración no pueden efectuarse en el paciente comatoso; niños pequeños y lactantes o pacientes con padecimientos psiquiátricos necesitan explorarse de maneras especiales.

### Procedimientos de exploración y diagnóstico
- Pruebas de los nervios craneales: la función de los nervios craneales debe investigarse de manera más compleja en los pacientes que presentan síntomas neurológicos que en aquellos que no los experimentan. Si se sospecha una lesión de la fosa anterior debe someterse a prueba el sentido del olfato a través de cada fosa nasal, determinando si el paciente puede distinguir los olores. Los campos visuales se trazan mediante pruebas de confrontación, en algunos casos por investigación de cada ojo por separado buscando cualquier anomalía. La sensibilidad de la cara se somete a prueba con un alfiler y un poco de algodón, debe determinarse la presencia o ausencia de reflejos corneales. Se observan los movimientos faciales cuando el paciente habla y sonríe ya que la debilidad ligera puede ser más evidente en estas circunstancias. Es necesario inspeccionar las cuerdas vocales con instrumentos especiales en caso de sospecha de padecimiento del bulbo raquídeo o del nervio vago sobre todo cuando se presenta ronquera.

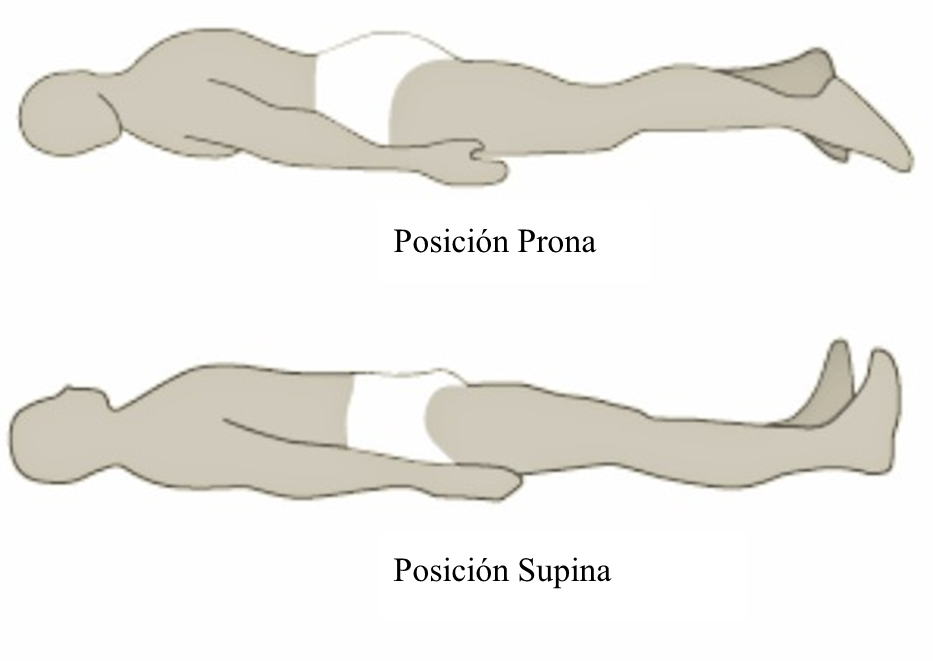
Posiciones prona y supina.

- Pruebas de la función motora: se deben tomar en cuenta las observaciones de la rapidez y fuerza de los movimientos, tamaño, tono y coordinación muscular. Posiciones prona y supina. Es esencial que el paciente exponga por completo las extremidades para inspeccionarlas por atrofia y fasciculaciones así como para observarlas mientras conserva los brazos estirados en las posiciones prona y supina; que el individuo efectué tareas sencillas como alternar el contacto con su nariz y con el dedo del examinador; hacer que realice movimientos alternos rápidos particularmente los que involucran cambios de dirección, aceleración y desaceleración súbita; que el pulgar toque rápidamente la punta de cada uno de los dedos y efectué movimientos de supinación y pronación del antebrazo; además que complete tareas sencillas como abotonarse la ropa, abrir un broche o manipular herramientas comunes.
- Pruebas de la función refleja: las pruebas de los reflejos bicipital, tricipital, supinador, rotuliano, aquíleo, cutáneo abdominal y plantar permiten obtener una idea de lo adecuada que es la actividad refleja de la medula espinal. Los reflejos tendinosos requieren que los músculos afectados estén relajados; los reflejos hipoactivos o que apenas pueden descartarse suelen facilitarse mediante contracción voluntaria de otros músculos. La presencia de reflejos cutáneos superficiales de los músculos abdominales, cremasterianos y de otros tipos suele constituir una prueba básica de gran utilidad para identificar lesiones corticospinales.
- Pruebas de la función sensitiva: esta es la parte más complicada de la exploración neurológica, se reserva para la parte final de la exploración y no debe prolongarse durante más de unos pocos minutos si se requiere que los datos sean confiables. Por lo general se buscan diferencias entre ambos lados del cuerpo, el nivel por debajo del cual se pierde la sensación o la existencia de una zona de anestesia relativa o absoluta. Se explica al paciente con brevedad cada prueba; hablar demasiado sobre estas pruebas con un paciente introspectivo meticuloso puede animarlo para que notifique variaciones menores independientemente de la intensidad del estímulo. No es necesario explorar todas las regiones superficiales de la piel, la investigación rápida de cara, cuello, manos, tronco y pies con un alfiler requiere solo unos cuantos segundos. Las regiones con déficit sensitivo pueden someterse a otras pruebas. El descubrimiento de alguna zona con hiperestesia dirige la atención a un trastorno de sensibilidad superficial.
- Exploración de la estación y la marcha: ninguna exploración está completa sino se observa al paciente en posición erguida. Quizá la anomalía neurológica más destacada o la única sea la anormalidad de la bipedestación y la marcha, como sucede en algunos trastornos cerebelosos o del lóbulo frontal. Además una alteración de la postura y los movimientos de adaptación automáticos puros al caminar proporciona la pista diagnostica más definitiva en la etapa inicial de la enfermedad de Parkinson y de la parálisis supranuclear progresiva.
- El paciente médico o quirúrgico sin síntomas neurológicos: para las extremidades superiores suele ser suficiente la observación de los brazos desnudos y estirados en busca de atrofia, debilidad (impulso pronador), temblor o movimientos anormales; la verificación de la fuerza, empuñadura y dorsiflexión a nivel de la muñeca; inquirir acerca de los trastornos sensitivos y desencadenar los reflejos supinador, bicipital y tricipital. El desencadenamiento de los reflejos rotuliano, aquíleo y plantar; las pruebas de vibración y sentido de posición en los dedos de las manos y pies, y la valoración de la coordinación haciendo que el paciente toque de forma alternada su nariz y un dedo del examinador, así como que deslice el talón hacia arriba y abajo por el frente de la pierna opuesta.
- El paciente comatoso: la exploración cuidadosa del paciente en estupor o comatoso ofrece información considerable en cuanto a la función del sistema nervioso. Se deben reconocer las posturas predominantes de las extremidades y el cuerpo; la presencia o ausencia de movimientos espontáneos en un lado; la posición de la cabeza y los ojos, la velocidad, profundidad y ritmo de la respiración. Se valora la reacción que tiene el paciente al oír su nombre, órdenes sencillas o a estímulos nocivos. Por lo regular es posible determinar si el coma está relacionado con irritación meníngea o enfermedad cerebral focal o del tallo cerebral. En las etapas menos profundas del coma la irritación meníngea produce una resistencia a la flexión pasiva del cuello pero no a la extensión, rotación o inclinación de la cabeza.
- Diagnóstico de laboratorio: la descripción del método clínico y su aplicación evidencia que la exploración clínica rigurosa debe preceder siempre al empleo de los auxiliares de laboratorio, sin embargo en neurología la finalidad de estos es la prevención. Por tanto en la neurología preventiva la metodología de laboratorio puede adquirir prioridad sobre la metodología clínica. La información genética permite al neurólogo identificar a los pacientes en peligro de desarrollar ciertas enfermedades para iniciar de inmediato la búsqueda de marcadores biológicos antes que los síntomas o signos aparezcan. Las pruebas de investigación bioquímica son aplicables para toda una población y permiten identificar en individuos que aún no muestran síntomas, y en algunas de estas enfermedades es posible aplicar un tratamiento antes de que se sufra una lesión en el sistema nervioso.

## Trabajo clínico

### Casos en general
Los neurólogos son responsables del diagnóstico, tratamiento y manejo de todas las condiciones mencionadas arriba. Cuando la intervención quirúrgica es requerida, el neurólogo puede referirse al paciente como «neuropaciente». En algunos países, algunas responsabilidades legales de un neurólogo pueden incluir efectuar un diagnóstico de muerte cerebral si el paciente fallece. Suelen tratar personas con enfermedades congénitas si la mayor parte de las manifestaciones son neurológicas. Las punciones lumbares también pueden ser realizadas por estos profesionales. Algunos neurólogos desarrollan un interés a subcampos en particular como las enfermedades cerebrovasculares, los trastornos del movimiento, epilepsia, cefaleas, neurología de la conducta y demencias, trastornos del sueño, control de dolor crónico, esclerosis múltiple o enfermedades neuromusculares.

### Áreas destacadas
Hay superposición de otras especialidades, variando de país en país e incluso en un área geográfica local. El traumatismo craneoencefálico (ETC) agudo es más comúnmente tratado por neurocirujanos, mientras que secuelas de traumas craneoencefálicos pueden ser tratados por neurólogos o especialistas en rehabilitación médica. Aunque los casos de accidente cerebrovascular (ACV) han sido tradicionalmente tratados por médicos internistas u hospitalarios, el surgimiento de neurología vascular y neurólogos intervencionistas han creado una demanda para especialistas en ACV.
La organización de JHACO centro certificado en accidentes cerebrovasculares ha incrementado el papel de los neurólogos en el tratamiento de accidentes cerebrovasculares en muchos centros de atención primaria, así como en hospitales de tercer nivel. Algunos casos de enfermedades infecciosas del sistema nervioso son tratados por especialistas en enfermedades infecciosas. La mayoría de los casos de dolor de cabeza son diagnosticados y tratados principalmente por médicos generales, al menos los casos menos severos. Del mismo modo, la mayoría de los casos de ciática y otras radiculopatías mecánicas son atendidos por médicos generales, aunque pueden ser enviados a neurólogos o cirujanos (neurocirujanos o cirujanos ortopédicos). Los trastornos del sueño generalmente son tratados en unidades multidisciplinares en las que participan neurólogos, neumólogos y psiquiatras. Una parálisis cerebral es inicialmente atendida por pediatras, pero el tratamiento puede ser transferido a un neurólogo de adultos después de que el paciente alcanza una cierta edad.
Los neuropsicólogos clínicos son usualmente consultados para realizar una evaluación funcional del comportamiento y funciones cognitivas superiores, relacionada con la asistencia en diagnósticos diferenciales, la planificación de estrategias de rehabilitación, el registro de fuerzas y debilidades cognitivas, y la medición de cambios en el tiempo (por ejemplo, para identificar anomalías de envejecimiento o llevando el progreso de una demencia).

### Relaciones a la neurofisiología clínica
En algunos países como Estados Unidos y Alemania, los neurólogos se pueden especializar en neurofisiología clínica, en electroencefalografía, o en el estudio de la conducción nerviosa, en Electromiografías y potenciales evocados. En otros países, es una especialidad independiente (por ejemplo en el Reino Unido y Suecia).

### Superposición con la psiquiatría
A pesar de que las enfermedades mentales son consideradas por algunos de ser desórdenes neurológicos afectando el sistema nervioso central, tradicionalmente se las clasifica por separado, y son tratadas por psiquiatras. En el año 2002, en una reseña del American Journal of Psychiatry, el profesor Joseph B. Martin, decano de Harvard Medical School y neurólogo de profesión, escribió que: «la división en dos categorías es arbitraria, a menudo influenciada por creencias más que por observaciones científicas verificables. Y el hecho de que el cerebro y la mente sean uno solo, hace que esta división sea solamente artificial de todas formas». Esta perspectiva ha propiciado un progresivo acercamiento entre ambas especialidades en las últimas dos décadas, que finalmente se materializó en 2004 con el reconocimiento, en Estados Unidos, de la subespecialidad en «Neurología de la conducta y Neuropsiquiatría». Actualmente, los médicos de esta subespecialidad se encargan del estudio, diagnóstico y tratamiento de las alteraciones de la conducta y los trastornos mentales atribuibles a enfermedades neurológicas.
Las enfermedades neurológicas a menudo tienen manifestaciones psiquiátricas, como por ejemplo psicosis, depresión, manía y ansiedad. Estos síndromes neuropsiquiátricos son relativamente habituales en pacientes con ictus, enfermedad de Huntington, parkinsonismos, enfermedad de Alzheimer, enfermedad por cuerpos de Lewy, enfermedad de Pick, encefalitis infecciosas, encefalitis autoinmunes, así como en algunos tipos de epilepsia, por nombrar solo algunas.

## Efectos del envejecimiento sobre el sistema nervioso

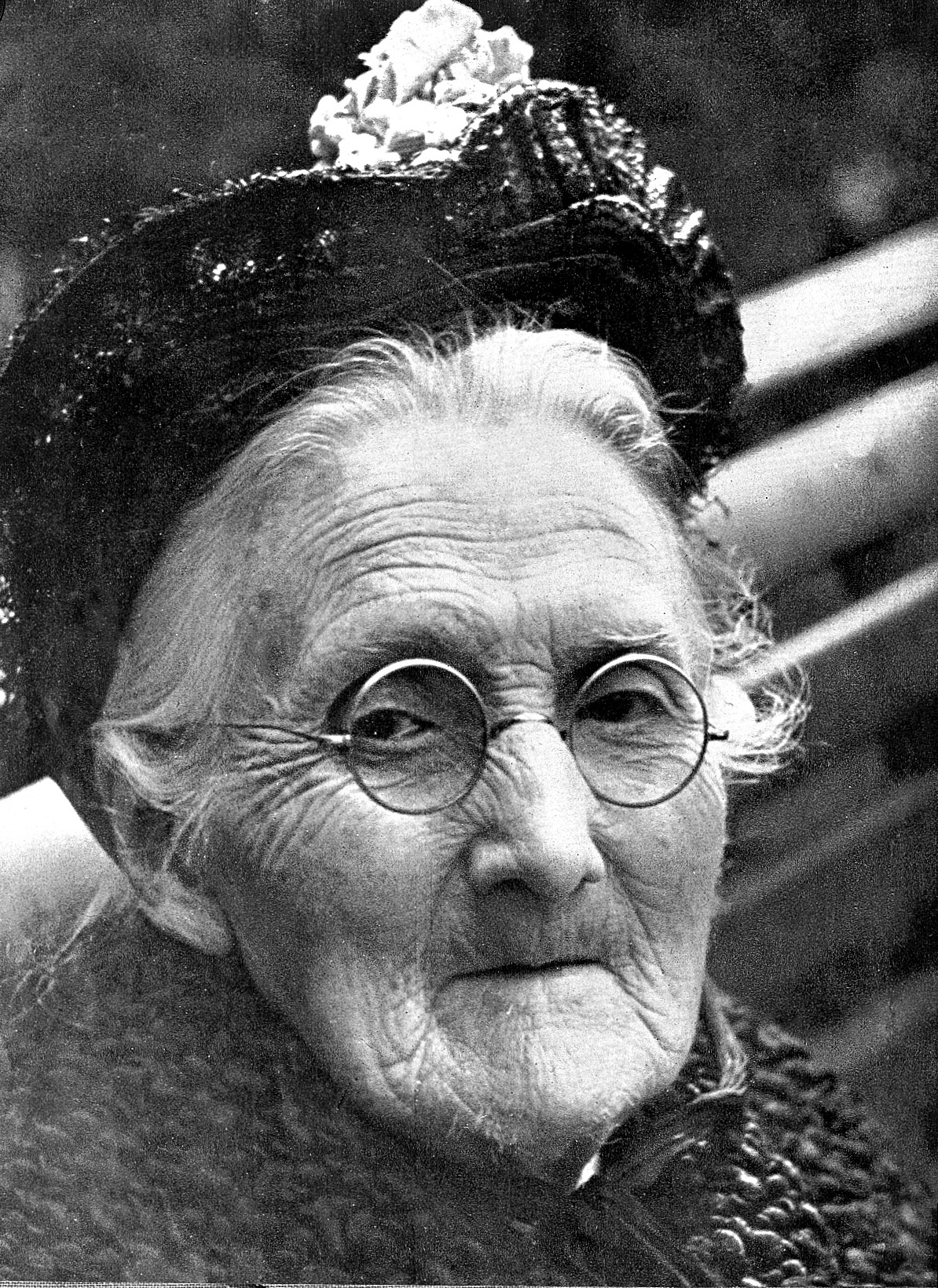
Vejez, Emily Samson en la bienvenida al nuevo mundo.

De todos los cambios vinculados con la edad tienen una enorme importancia los que tiene el sistema nervioso, algunos signos neurológicos del envejecimiento son: los signos neurooftalmológicos, pérdida de la audición perceptiva progresiva, disminución del sentido del olfato y menor extensión del gusto, reducción de la velocidad y magnitud de actividad motora, tiempo de reacción lento, trastornos de coordinación y agilidad, reducción de la fuerza muscular y adelgazamiento de los músculos, cambios de los reflejos tendinosos y finalmente trastornos del sentido de vibración en los dedos de los pies y en tobillos.

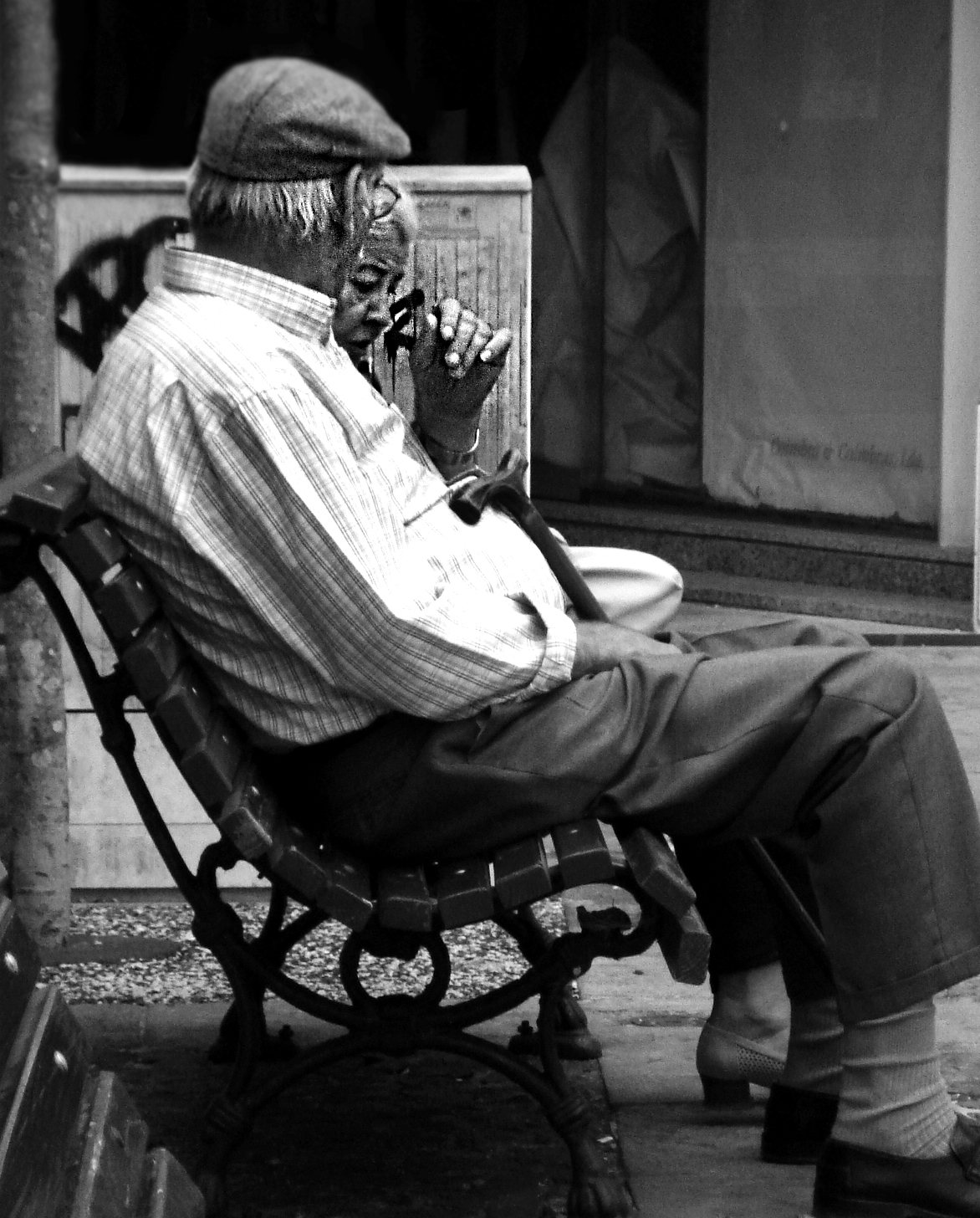
Pareja de ancianos. Roger Hsu.

## Neurología cosmética
El emergente campo de la neurología cosmética señala el potencial de terapias para mejorar cuestiones como la eficacia laboral, la atención en la escuela, y una mayor felicidad en la vida personal. A pesar de todo, este campo ha dado también lugar a preguntas acerca de la neuroética o la psicofarmacología.

## Temas relacionados
- Temas clásicos
  - Neuroanatomía
  - Neuropediatría
  - Neurootología
  - Neuropsicología y Neurología de la conducta
  - Semiología
- Métodos Diagnósticos
  - Tomografía axial computarizada
  - Angiografía cerebral
  - Imagen por resonancia magnética (IRM)
  - Electromiografía
  - Tomografía por emisión de positrones
  - Punción lumbar
  - Biopsia cerebral
- Enfermedades del sistema nervioso central
  - Afasia
  - Anomalías del desarrollo del sistema nervioso central
  - Enfermedades carenciales del sistema nervioso
    - Degeneración combinada subaguda de la médula espinal
    - Encefalopatía de Wernicke

  - Enfermedades cerebrovasculares
  - Enfermedades de la médula espinal
    - Siringomielia
    - Hernia discal
    - Mielitis transversa

  - Enfermedades degenerativas del sistema nervioso central
    - Enfermedad de Alzheimer
    - Atrofia multisistémica
    - Parálisis supranuclear progresiva
    - Enfermedad de Parkinson
    - Esclerosis lateral amiotrófica
    - Enfermedad de Huntington

  - Enfermedades del sistema extrapiramidal
  - Enfermedades desmielinizantes del sistema nervioso central
    - Esclerosis múltiple
    - Enfermedad de Devic
    - Esclerosis concéntrica de Baló
    - Encefalomielitis diseminada aguda

  - Enfermedades infecciosas del sistema nervioso central
    - Meningitis
    - Absceso Cerebral
    - Toxoplasmosis cerebral
    - Encefalitis

  - Enfermedades metabólicas del sistema nervioso central
  - Epilepsias
  - Traumatismos craneoencefálicos
  - Tromboembolismo intracraneal
  - Tumor intracraneal
    - Meningioma
    - Pinealoma
    - Ependimoma
    - Astrocitoma
    - Meduloblastoma
    - Oligodendroglioma
- Enfermedades del sistema nervioso periférico
  - Síndrome de Guillain-Barré
  - Síndrome de Charcot-Marie-Tooth
- Enfermedades musculares o miopatías
  - Distrofia muscular de Duchenne
  - Distrofia miotónica de Steinert
- Enfermedades de la unión neuromuscular
  - Miastenia grave
  - Síndrome miasténico de Lambert-Eaton

### Documentales
- D'Amicis, F., Hofer, P. y Rockenhaus, F. (2011) El cerebro automático: El poder del inconsciente.
- D'Amicis, F., Hofer, P. y Rockenhaus, F. (2011) El cerebro automático: la magia del inconsciente.

1. «Working with Your Doctor». Archivado el 19 de marzo de 2018 en Wayback Machine. American Academy of Neurology. Retrieved 28 October 2012.
2. «Medical Practitioners Act, 1927" Archivado el 3 de mayo de 2016 en Wayback Machine. Irishstatutebook.ie. 28 May 1927. Retrieved 30 March 2015.
3. «Medical Council - Medical Council» Medicalcouncil.ie. 15 February 2010. Retrieved 30 March 2015.
4. «Become a Neurologist: Step-by-Step Career Guide». Education Portal. Retrieved 13 November 2014.
5. «ABMS Guide to Medical Specialties» Archivado el 23 de septiembre de 2020 en Wayback Machine. American Board of Medical Specialties. Retrieved 26 November 2012.
6. «Who Can Diagnose ADHD?».] (enlace roto disponible en Internet Archive; véase el historial, la primera versión y la última). Additudemag.com. 19 July 2007. Retrieved 3 March 2014.
7. American Clinical Neurophysiology Society. Acns.org. Retrieved 30 March 2015.
8. American Board of Clinical Neurophysiology, Inc. Abcn.org. Retrieved 30 March 2015.
9. ABEM - Home. Abemexam.org. Retrieved 30 March 2015.
10. «Specialty and Subspecialty Certificates». Abms.org. Retrieved 30 March 2015.
11. «Looking at things in a different perspective created the idea of ethics of neural enhancement using noninvasive brain stimulation». Archivado el 23 de junio de 2015 en Wayback Machine. Hamilton Roy (2011).Neurology 76 (2): 187–193.

- Datos: Q83042
- Multimedia: Neurology / Q83042
- Recursos didácticos: Neurología